# Soft White
Soft White è l'ottavo album in studio del rapper statunitense Mack 10, pubblicato nel 2009.

## Tracce
1. Big Balla (featuring Glasses Malone & Birdman) – 4:11
2. So Sharp (featuring Rick Ross, Lil Wayne & Jazze Pha) – 4:08
3. Hoo-Bangin' II (featuring Glasses Malone) – 3:04
4. Mirror, Mirror – 3:33
5. Hood Famous (featuring J. Holiday) – 3:07
6. It's Your Life (featuring Anthony Hamilton) – 3:55
7. Street Shit (featuring Glasses Malone & Butch Cassidy) – 4:03
8. Clack Clack (featuring Akon & Red Cafe) – 3:30
9. Pushin' – 4:19
10. Tonight – 3:49
11. Dedication (To The Pen) – 3:59
12. Dope Boy – 4:26